# Dahecun

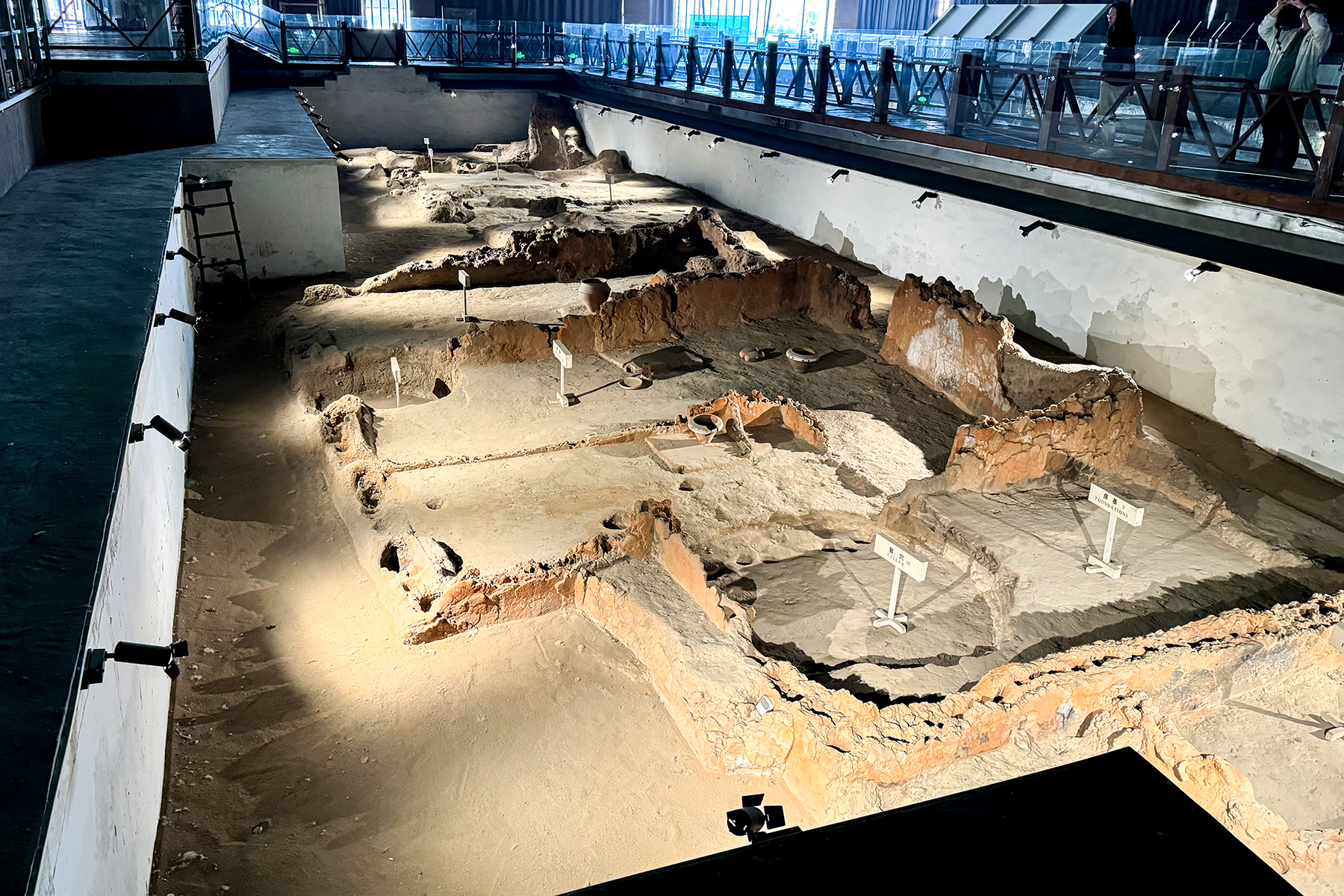
Dahecun, Hausreste aus der Yangshao-Kultur

Die Dahecun-Stätte (chinesisch 大河村遗址, Pinyin Dàhécūn yízhǐ) in Zhengzhou in der chinesischen Provinz Henan ist eine neolithische Stätte der Yangshao-Kultur, Longshan-Kultur, Erlitou-Kultur und Shang-Dynastie. Einige Artefakte werden der Dawenkou-Kultur von Shandong und Qujialing-Kultur von Hubei zugerechnet.
Eine Besonderheit sind die Funde der Hausreste aus der Spätphase der Yangshao-Kultur.
Die Stätte steht seit 2001 auf der Liste der Denkmäler der Volksrepublik China (5-69).